# 大深岳
大深岳（おおぶかだけ）は、秋田県仙北市と岩手県八幡平市の堺にある楯状火山である。

## 概要
秋田県と岩手県の両県にまたがる八幡平はオオシラビソ、ダケカンバ、ブナなどの樹海が広がり、大深岳以西の玉川上流部は秋田県の原生流域地に指定されている。大深岳は南八幡平に属し、かつては入山が困難な地区であったが、1961年の秋田国体の際に、八幡平からの縦走路が切り開かれた。また、1970年には八幡平アスピーテラインが開通して、入山がさらに便利になっている。
大深岳の北にある嶮岨森（けんそもり）は眺望が開けた火口壁である。嶮岨森を南に下り樹林帯を行くと、中腹には避難小屋の大深山荘がある。無人ではあるが快適な避難小屋である。大深山荘から左に行くと、水場がある湿原に到達する。ここでは、季節により高山植物が咲き乱れる。この湿原や源太ヶ岳東の湿原は、遅くまで雪が残り、雪が溶けるにつれて花が咲きだし、お花畑になる。このまま湿原を進むと松川温泉へ下る道へと続く。
大深山荘から南に進むと、樹林帯が低くなり源太ヶ岳と大深岳との分岐に至る。右に進むと視界が開け、二等三角点がある比較的平坦な大深岳山頂に至る。
大深岳からは小畚岳、三ツ石山、三ツ石山荘と続く縦走路があり、ここから松川温泉に降りたり、さらに岩手山へ縦走することもできる。大深岳から南西に、関東森、八瀬森、曲崎山、大白森と続く縦走路も、途中八瀬森山荘や大白森山荘が整備されており優れた山旅が味わえる。松川温泉から、源太ヶ岳（げんたがだけ）を通り大深岳に至るルートが最短登頂ルートである。
大深岳山頂からは、八幡平、岩手山、秋田駒ヶ岳などの眺望が得られる。
2011年10月31日、東日本大震災による地殻変動で、これまでの標高から1m低くなったことが国土地理院から発表された。

## 避難小屋
北側の標高1420m地点には避難小屋の大深山荘（無人）があり通年開放されている。

## 大深岳の大蕗

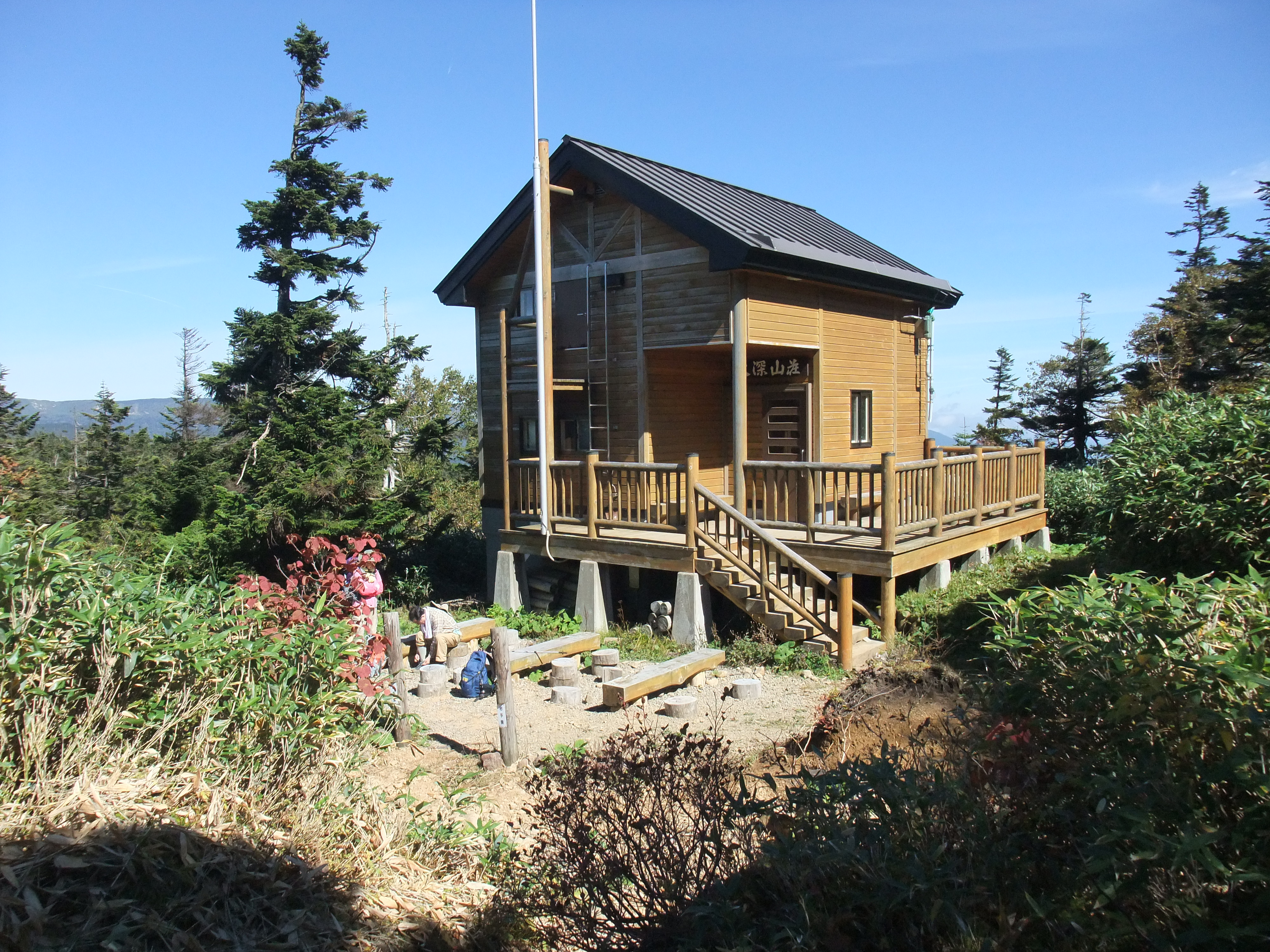
裏岩手縦走路にある大深山荘

大深岳から流れる大深沢は昔から巨大な秋田蕗の産地で、畳2枚ぐらいの大傘を広げたものもあり、田沢村の山守が大きなものを切って、佐竹氏に献上したこともあった。久保田藩主五代目の佐竹義峯が諸大名に見せるために、長木川と大深沢から大蕗をとりよせたことも記録に残っている。また、大カジカや大イワナ棲み、飛び抜けて太いゼンマイが生えていたという

## 大深岳の大クマ
昭和36年頃、玉川上流の山岳地帯には偉大な大クマが2頭棲んでいたというマタギの伝説があった。「大深岳の大クマ、小和瀬のコブクマ」と呼ばれていて、諸桧岳、嶮岨森、大深岳、源太ヶ岳、小畚岳、八瀬森、曲崎山、大白森、乳頭山などの高山を渡り歩いてマタギ達を恐怖させていた。足跡が輪カンジキを付けたくらいの大きさで、吠える声は峡谷が崩れるようなもの凄い吠え方で、マタギも青くなって逃げたという。